# هارون مكينتوش
هارون مكينتوش (بالإنجليزية: Aaron McIntosh)‏ هو متسابق يخت نيوزلندي، ولد في 7 يناير 1972 في أوكلاند في نيوزيلندا.

## وصلات خارجية
- هارون مكينتوش على موقع الاتحاد الدولي للملاحة الشراعية (موقع جديد) (الإنجليزية)
- هارون مكينتوش على موقع اللجنة الأولمبية الدولية (الإنجليزية)
- هارون مكينتوش على موقع أوليمبيديا (الإنجليزية)
- هارون مكينتوش على موقع اللجنة الأولمبية النيوزيلندية (الإنجليزية)